# Prochola aedilis
Prochola aedilis är en fjärilsart som beskrevs av Edward Meyrick 1915. Prochola aedilis ingår i släktet Prochola och familjen Agonoxenidae. Inga underarter finns listade i Catalogue of Life.